# FISA
Міжнародна федерація автоспорту (FISA) (фр. Fédération Internationale du Sport Automobile (FISA)) — керівний орган автомобільних гонок, що існував з 1922 по 1993 роки.
У 1922 році FIA передала організацію автоперегонів організації CSI (Commission Sportive Internationale), самостійному комітету, який пізніше став називатися FISA (Fédération Internationale du Sport Automobile).
На початку 1980-х років, під час президентства Жан-Марі Балестра, між Міжнародною федерацією автоспорту (FISA) та Асоціацією конструкторів Формули-1 (FOCA) відбулося протистояння, яке увійшло в історію Формули-1 як конфлікт FISA і FOCA. Головною причиною протистояння цих двох репрезентативних організацій тоді було питання перерозподілу доходів. Усе закінчилося фактичним страйком команд, які підтримували FOCA, за якою стояли Берні Екклстоун і Макс Мослі: на Гран-прі Сан-Марино 1982 року фінішувало лише 5 автомобілів. У результаті тих подій було підписано перший Договір Згоди, який прискорив комерціалізацію Формули-1.
Після обрання Макса Мослі президентом FISA в 1991 році і FIA в 1993 році, відбулася реструктуризація, яка призвела до зникнення FISA, перевівши автогонки під пряме управління FIA.

## Президенти
| Президенти                                           | Роки на посаді |
| ---------------------------------------------------- | -------------- |
| Commission Sportive Internationale (CSI)             |                |
| Рене де Кніфф                                        | 1922—1946      |
| Августин Пероз                                       | 1946—1961      |
| Моріс Баумгартнер                                    | 1961—1970      |
| Паул Меттерніх                                       | 1970—1976      |
| П'єр Угю                                             | 1976—1978      |
| Fédération Internationale du Sport Automobile (FISA) |                |
| Жан-Марі Балестр                                     | 1978—1991      |
| Макс Мослі                                           | 1991—1993      |